# Myxobolus bilineatum
Myxobolus bilineatum is een microscopische parasiet uit de familie Myxobolidae. Myxobolus bilineatum werd in 1938 beschreven door Bond. 